# Rallye de Chypre 2009
Le rallye de Chypre 2009 (38. FxPro Cyprus Rally 2009) est la troisième manche du championnat du monde des rallyes 2009. Il se déroule du 13 au 15 mars 2009 et a pour quartier général la ville de Limassol.
Ce rallye revient dans le championnat du monde des rallyes alors qu'il en avait été écarté en 2007 et 2008. Le parcours a pour particularité de se dérouler sur surface mixte (asphalte jour 1, terre jour 2 et 3), premier rallye mixte depuis la saison 1996 et le rallye de Sanremo.

## Résultats

### Classement final
| Pos. | n°  | Pilote             | Copilote             | Voiture                        | Temps                                     | Écart           | Points |
| ---- | --- | ------------------ | -------------------- | ------------------------------ | ----------------------------------------- | --------------- | ------ |
| 1er  | 1   | Sébastien Loeb     | Daniel Elena         | Citroën C4 WRC                 | 4 h 50 min 34 s 7                         |                 | 10     |
| 2e   | 3   | Mikko Hirvonen     | Jarmo Lehtinen       | Ford Focus RS WRC 08           | 4 h 51 min 01 s 9                         | + 27 s 2        | 8      |
| 3e   | 11  | Petter Solberg     | Phil Mills           | Citroën Xsara WRC              | 4 h 52 min 24 s 1                         | + 1 min 49 s 4  | 6      |
| 4e   | 2   | Daniel Sordo       | Marc Martí           | Citroën C4 WRC                 | 4 h 53 min 01 s 0                         | + 2 min 26 s 3  | 5      |
| 5e   | 5   | Matthew Wilson     | Scott Martin         | Ford Focus RS WRC 08           | 4 h 57 min 15 s 7                         | + 6 min 41 s 0  | 4      |
| 6e   | 8   | Conrad Rautenbach  | Daniel Barritt       | Citroën C4 WRC                 | 5 h 01 min 46 s 6                         | + 11 min 11 s 9 | 3      |
| 7e   | 9   | Federico Villagra  | Jorge Pérez Companc  | Ford Focus RS WRC 08           | 5 h 03 min 53 s 2                         | + 13 min 18 s 5 | 2      |
| 8e   | 14  | Khalid al-Qassimi  | Michael Orr          | Ford Focus RS WRC 08           | 5 h 04 min 18 s 8                         | + 13 min 44 s 1 | 1      |
| 9e   | 146 | Patrik Sandell     | Emil Axelsson        | Škoda Fabia S2000              | 5 h 10 min 11 s 3                         | + 19 min 36 s 6 |        |
| 10e  | 147 | Armindo Araújo     | Miguel Ramalho       | Mitsubishi Lancer Evolution IX | 5 h 10 min 29 s 6                         | + 19 min 54 s 9 |        |
| 11e  | 144 | Nasser Al Attiyah  | Giovanni Bernacchini | Subaru Impreza STi N14         | 5 h 11 min 10 s 1                         | + 20 min 35 s 4 |        |
| 12e  | 4   | Jari-Matti Latvala | Miikka Anttila       | Ford Focus RS WRC 08           | 5 h 13 min 09 s 0 (dont 10 s de pénalité) | + 22 min 34 s 3 |        |
| 13e  | 133 | Toshi Arai         | Glenn MacNeall       | Subaru Impreza STi N14         | 5 h 18 min 45 s 4                         | + 28 min 10 s 7 |        |

### Spéciales chronométrées
| Étape         | Spéciale | Heure   | Nom           | Distance | Vainqueur     | Temps         | Vit. moy. | Leader  |
| ------------- | -------- | ------- | ------------- | -------- | ------------- | ------------- | --------- | ------- |
| 1re (13 mars) | SS1      | 09 h 23 | Panagia 1     | 30,33 km | S. Loeb       | 22 min 01 s 3 | 82,6 km/h | S. Loeb |
| 1re (13 mars) | SS2      | 10 h 21 | Mylikouri 1   | 7,37 km  | S. Loeb       | 5 min 33 s 9  | 79,5 km/h | S. Loeb |
| 1re (13 mars) | SS3      | 10 h 46 | Gerakies 1    | 29,40 km | S. Loeb       | 21 min 09 s 2 | 83,4 km/h | S. Loeb |
| 1re (13 mars) | SS4      | 14 h 34 | Panagia 2     | 30,33 km | S. Loeb       | 22 min 06 s 8 | 82,3 km/h | S. Loeb |
| 1re (13 mars) | SS5      | 15 h 32 | Mylikouri 2   | 7,37 km  | S. Loeb       | 5 min 34 s 9  | 79,2 km/h | S. Loeb |
| 1re (13 mars) | SS6      | 15 h 57 | Gerakies 2    | 29,40 km | D. Sordo      | 21 min 18 s 0 | 82,4 km/h | S. Loeb |
| 2e (14 mars)  | SS7      | 08 h 43 | Anadiou Dam 1 | 11,70 km | J.-M. Latvala | 11 min 02 s 4 | 63,6 km/h | S. Loeb |
| 2e (14 mars)  | SS8      | 09 h 11 | Pano Panagia  | 28,17 km | M. Hirvonen   | 30 min 29 s 8 | 55,4 km/h | S. Loeb |
| 2e (14 mars)  | SS9      | 11 h 19 | Orkontas      | 18,54 km | S. Loeb       | 18 min 36 s 5 | 59,8 km/h | S. Loeb |
| 2e (14 mars)  | SS10     | 15 h 17 | Xyliatos      | 30,94 km | P. Solberg    | 28 min 16 s 1 | 65,7 km/h | S. Loeb |
| 2e (14 mars)  | SS11     | 16 h 20 | Kourdali      | 26,25 km | P. Solberg    | 26 min 31 s 5 | 59,4 km/h | S. Loeb |
| 3e (15 mars)  | SS12     | 09 h 18 | Finí          | 30,03 km | M. Hirvonen   | 26 min 18 s 7 | 68,5 km/h | S. Loeb |
| 3e (15 mars)  | SS13     | 10 h 49 | Anadiou       | 40,54 km | M. Hirvonen   | 39 min 27 s 2 | 61,7 km/h | S. Loeb |
| 3e (15 mars)  | SS14     | 12 h 02 | nadiou Dam 2  | 11,70 km | M. Wilson     | 10 min 14 s 8 | 68,5 km/h | S. Loeb |

## Classements généraux à l'issue du rallye
| Pos. | Pilote             | Points |
| ---- | ------------------ | ------ |
| 1er  | Sébastien Loeb     | 30     |
| 2e   | Mikko Hirvonen     | 22     |
| 3e   | Daniel Sordo       | 17     |
| 4e   | Henning Solberg    | 10     |
| 5e   | Petter Solberg     | 9      |
| 6e   | Matthew Wilson     | 8      |
| 7e   | Jari-Matti Latvala | 6      |
| 8e   | Chris Atkinson     | 4      |
| 9e   | Sébastien Ogier    | 3      |
| 10e  | Conrad Rautenbach  | 3      |
| 11e  | Federico Villagra  | 2      |
| 12e  | Khalid al-Qassimi  | 2      |
| 13e  | Urmo Aava          | 1      |

| Pos. | Écurie                         | Points |
| ---- | ------------------------------ | ------ |
| 1er  | Citroën Total WRT              | 48     |
| 2e   | BP Ford Abu Dhabi WRT          | 32     |
| 3e   | Stobart VK Ford Rally Team     | 22     |
| 4e   | Citroën Junior Team            | 11     |
| 5e   | Munchi's Ford World Rally Team | 3      |